# Ernst Westhoven
Ernst Westhoven (* 1856 in Kaiserslautern; † 24. April 1935 in München) war ein deutscher Mediziner.

## Leben
Westhoven wuchs in Ludwigshafen am Rhein auf und studierte Medizin an der Ruprecht-Karls-Universität Heidelberg, wo er Mitglied des Corps Rhenania war. Nach Abschluss seines Studiums und der Promotion zum Dr. med. wurde er 1886 leitender Arzt bei der BASF in Ludwigshafen, 1891 zugleich leitender Arzt der inneren Abteilung und Chefarzt des Ludwigshafener Krankenhauses (bis 1921). Westhoven führte in Ludwigshafen die systematische Untersuchung anilinkrebsverdächtiger Arbeiter durch und legte damit den Grundstein zu weiteren Forschungen auf diesem Gebiet. Er wurde 1908 zum Bayerischen Hofrat und 1934 zum Geheimen Sanitätsrat ernannt. 1926 trat er in den Ruhestand, den er in München verbrachte.

## Werke
- Beiträge zur Casuistik der Nephrectomie (Diss., München 1885)

## Auszeichnungen
- Ritterkreuz 2. Klasse des Badischen Ordens vom Zähringer Löwen